# Anežka Anhaltsko-Desavská
Henrietta Kateřina Anežka Anhaltsko-Desavská známá zkráceně jako Anežka Anhaltsko-Desavská (5. června 1744, Dessau – 15. prosince 1799, Dessau) byla princezna Anhaltsko-desavská rodem, děkanka opatství Herford a sňatkem i baronka z Loën.

## Rodina a potomci
Henrietta Kateřina Anežka byla druhou a první přeživší dcerou Leopolda II. Maximiliána (1700-1751) a jeho manželky; šlechtičny Gisely Agnes (1722-1751). Leopold měl celkem sedm dětí, z nichž šest se jich dožilo dospělosti. Henrietta Kateřina Agnes byla třetí dítě, její starší sestra Luisa zemřela ve věku jednoho roku. Henriettinými prarodiči z otcovy strany byli Anna Luisa Föhsová, neurozená manželka Leopolda I. Anhaltsko-Desavského, který se do ní v mládí bláznivě zamiloval. Giseliným otcem byl méně významný kníže Leopold Anhaltsko-Köthenský a jeho manželka Bedřiška Henrietta Anhaltsko-Bernburská.
Dne 26. října 1779 se vdala za barona Johana Jošta Loënského (1737-1803), syna Johana Michaela Loënského. Matka Johana Jošta byla sestřenicí Kathariny Elisabeth Goethe, což byla matka Johanna Wolfganga von Goetheho. Měli spolu dvě děti:
- Frederik, pracoval u soudního dvora v Dessau
- Anežka ⚭ hrabě Jindřich Arnošt Leopold

## Život
Henrietta Kateřina Anežka se narodila 5. června 1744 v Dessau, kde se rodila většina knížat Anhaltsko-Desavských. V průběhu dospívání si vybudovala silný vztah ke svým sestrám Marii Leopoldině a Kazimíře. Když se Kazimíra přestěhovala a vdávala v Detmoldu, Henrietta Kateřina Agnes ji tam následovala a přestěhovala se tam, aby byla sestře nablízku. Jako nejstarší sestra Leopolda III. na sebe vzala veškeré povinnosti v Dessau do doby, než se její bratr ožení. Poté se ale vrátila ke Kazimíře do Detmoldu. Když obě její sestry zemřely, v roce 1769 se rozhodla přestěhovat do opatství Herford, kde se stala děkankou.
V roce 1779 se vdala za Johana Jošta a až od roku 1795 žila se svým manželem Johanem Joštem trvale v Dessau. Dle všeho byla velmi společenská a nesnášela samotu. Byla v kontaktu s příbuznými z rodiny Goetheových a po jejich návštěvě v roce 1976 napsala, že Goetheovi jí připadají jako velmi přátelská a důvěrná rodina a na společné chvilky s nimi ve Frankfurtu bude vzpomínat ještě dlouho.
Anežka Anhaltsko-Desavská zemřela 15. prosince 1799 ve věku 55 let.